# Carl Gustaf Eckstein
Carl Gustaf Eckstein, född 20 november 1766 i Stockholm, död 6 maj 1838 i Stockholm, var en svensk konstnär.
Han var son till snickaren Fredrik August Eckstein och Anna Rosina Kelch. Eckstein utbildade sig först till snickare i sin fars verkstad där man utförde konstsnickerier för det kungliga slottet i Stockholm. Från 1778 studerade han konst vid Konstakademiens skola under Elias Martin och Louis Masreliez. Under 1790-talet medverkade han tillsammans med sin far och Masreliez med dekoreringen av ett flertal rum och salonger på Stockholms slott. Han färdigställde friser, dörröverstycken och väggmålningar. Eckstein räknades till en av de främsta dekorationsmålarna vid Stockholms slott omkring 1790-1810.
Han blev lärare vid Konstakademins principskola 1802. Sin egentliga betydelse fick han som lärare vid Konstakademins lägre undervisningsanstalt. Han erhöll titlarna Kunglig ornamentmålare och Kunglig hovmålare. Han kallades lille E av sina elever och hade ibland svårt att upprätthålla disciplinen bland sina elever, vilka roade sig med att kasta ryska smällare för hans fötter. Han var en av de flitigaste utställarna på  Konstakademins utställningar 1787-1820 och tilldelades 1787 som belöning en guldjetong samt några mindre medaljer. Han valdes in som ledamot i Konstakademien 1802.
Eckstein är representerad vid Konstakademiens samling och vid Nationalmuseum i Stockholm.